# Sugar Kane
Sugar Kane é uma banda brasileira de rock formada em Curitiba no ano de 1997.

## História
O grupo surgiu no cenário independente brasileiro do final dos anos 1990, ao lado de bandas como Reffer e Hateen. O primeiro álbum, Once One Day, possuía apenas canções em inglês. As músicas em português vieram a partir do segundo álbum de estúdio, o Por Nossa Paz, de 2001. Até seu terceiro disco, Continuidade da Máquina, lançado em 2003, a banda mantinha uma sonoridade hardcore melódica, com canções rápidas. O "Continuidade" (como é chamado o álbum pelos fãs), lançado no Brasil e também em países da América do Sul e Estados Unidos, impulsionou o quarteto a uma turnê de dois anos, com mais de cem concertos e shows no exterior.
No ano de 2004, gravaram e lançaram o primeiro DVD de uma banda de rock independente no Brasil, o 469 DCM.
Em 2005, foi lançado o álbum Elementar, que trazia uma mudança no som da banda, flertando com o rock alternativo. O álbum foi mixado e masterizado nos Estados Unidos. Não foi um sucesso de vendas e acabou se tornando um dos principais responsáveis pelo hiato da banda durante o ano de 2006.
Voltaram aos palcos em 2007, com novos integrantes, lançando o quinto disco de estúdio, Diversão Esquizofrênica para Mentes Ociosas, também chamado de D.E.M.O., que consolidou novamente o grupo como uma das grandes bandas do cenário. Este disco rendeu aos curitibanos o Prêmio Dynamite de melhor álbum Punk/Hardcore, e também o Prêmio Zonapunk, de "Disco do Ano". O álbum ainda trazia resquícios do anterior Elementar, com algumas experimentações, voltado para o rock. Isso, porém, não impediu que canções como "Divinorum" e "Tudo Que Eu Falo" causassem grande furor nos novos e antigos fãs.
Em 2009, no emblemático 7 de Setembro, dia da Independência do Brasil, lançaram A Máquina Que Sonha Colorido. O disco obteve espantosas 23.000 execuções no primeiro dia em que foi disponibilizado para audição online. Em um mês foram mais de 100.000 execuções. Gravaram um clipe às margens do Rio Tietê, em São Paulo, que também obteve grande sucesso, alcançando o primeiro lugar no YouTube em três categorias: vídeos mais vistos, vídeos mais comentados e vídeos melhor avaliados.
Em 2011, lançam o EP Fuck The Emo Kids, uma homenagem ao hardcore dos anos 80, gravado, produzido e mixado por Chuck Hipolitho, que trazia quatro faixas de nomes como Black Flag e Minor Threat.
Em maio de 2012, gravam um show em Fortaleza, que iria gerar o DVD 15 Anos - Ao Vivo em Fortaleza , lançado em agosto. No mesmo mês, iniciam uma turnê pelo Brasil, acompanhados pela banda Kosslowski, da Alemanha.
Em março de 2013, o baixista Flavio Guarnieri deixa a banda, sendo substituído por Igor Tsurumaki (Cueio Limão).
Em 2013, realizam financiamento coletivo para gravar o seu sétimo álbum de estúdio. Em abril de 2014, sai o disco Ignorância Pluralística.  A primeira música do trabalho foi  “Fui Eu”, que ganhou um videoclipe.
Em 2015, após lançarem Ignorância Pluralística, a banda decide realizar um hiato por tempo indeterminado devido aos outros projetos dos integrantes.
Em 2017, a banda retornou aos palcos para uma turnê de comemoração aos 20 anos da banda, realizando 30 shows espalhados por todo o Brasil junto com bandas como Corona Kings, Deb & The Mentals.
Em 2021, a banda retorna com o álbum Novidade Média, marcando seu primeiro lançamento de estúdio em 7 anos, que foi eleito um dos 50 melhores álbuns daquele ano pela APCA.
Em 2023, a banda organizou uma série de ações comemorativas para o aniversário de 20 anos do Continuidade da Máquina, incluindo o lançamento do álbum remasterizado em vinil, e uma turnê nacional tocando as músicas do álbum.
Em 2024, lançam Antes que o Amor Vá Embora pela gravadora DeckDisc, com o produtor Rafael Ramos, álbum que marca a entrada do Carlos Fermentão no baixo e fazendo backing vocal, e contou com as participações especiais de Badauí, do CPM 22, em “Dormi no Chão” e Jup do Bairro em “Agora”.

## Integrantes

#### Formação atual
- Alexandre Capilé - vocal e guitarra
- André Dea - bateria
- Vini Zampieri - guitarra
- Carlos Fermentão - baixo

#### Ex-integrantes
- Gleyson Persio (Félix) - vocal e guitarra
- Flávio Guarnieri - baixo e vocal de apoio
- Karacol - baixo e vocal de apoio
- Renê Bernuncia -bateria
- Junior Michels - baixo e vocal de apoio
- Alexandre Debs - guitarra e vocal de apoio
- Ico - guitarra e vocal de apoio
- Katatau -bateria
- Ric Mastria - guitarra e vocal de apoio
- Igor Tsurumaki - baixo e vocal de apoio

## Discografia

### Álbuns
- 2000 - Once One Day (Barulho Records)
- 2001 - Por Nossa Paz (Terceiromundo Produções Fonográficas)
- 2003 - Continuidade da Máquina (Urubuz Records)
- 2004 - 469DCM - Ao vivo no Hangar 110 (Urubuz Records)
- 2005 - Elementar (Urubuz Records)
- 2006 - Rudimentar (Urubuz Records)
- 2007 - D.E.M.O. (Urubuz Records)
- 2009 - A Máquina Que Sonha Colorido (Olelê Music/Ideal Records)
- 2014 - Ignorância Pluralística (Olelê Music/Ideal Records)
- 2021 - Novidade Média (Forever Vacation Records/Flecha Discos)
- 2024 - Antes que o Amor Vá Embora (DeckDisc)

### EP's
- 2010 - Digital Native (Olelê Music/Ideal Records)
- 2011 - Fuck the Emo Kids

## Videografia
- Todos Nós Vamos Morrer - 2009

### DVD
- 2004 - 469DCM - Ao vivo no Hangar 110 (Urubuz Records)
- 2012 - 15 Anos - Ao Vivo em Fortaleza (Laja Records/ Olelê Music)